# Lista reale babilonese

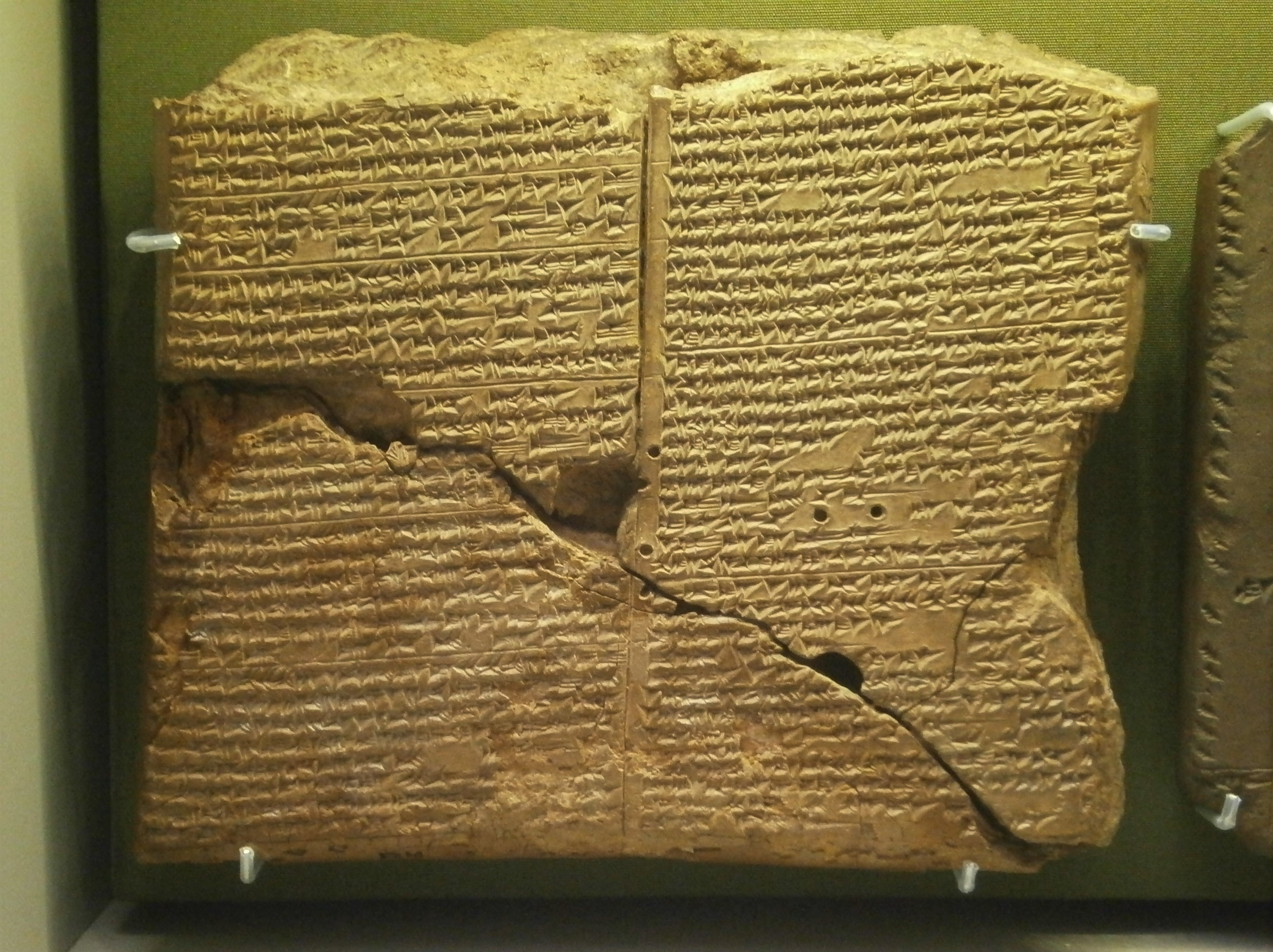
La Storia sincronica, frammento K.4401 dalla Biblioteca di Assurbanipal a Ninive

Esistono diversi testi cuneiformi (soprattutto di epoca neobabilonese) che riportano, in tutto o in parte, la Lista reale babilonese, cioè l'elenco dei sovrani di Babilonia, dal primo re della prima dinastia (inizi del XIX secolo a.C.) fino agli ultimi re del VII secolo a.C.
Le varie liste reali babilonesi, ma anche altri testi simili, come la Lista reale sumerica e la Lista reale assira, sono giunti frammentari e incompleti. Vi sono poi anche errori materiali, rinvenibili quando è possibile confrontare diverse riproduzioni della stessa lista. Più decisive ancora risultano le manomissioni, intenzionali in maggiore o minor misura, spesso di sapore politico-ideologico: alcuni re o intere dinastie vengono espunte, alcune dinastie che esercitarono il loro potere nello stesso periodo vengono messe acriticamente in sequenza. Più facilmente controllabile risulta l'inserimento di elementi mitico-leggendari, in particolare agli inizi di queste liste.

## Fonti
- Lista reale A: questo testo ci è noto da un unico manoscritto di età caldea, conservato al British Museum (BM 33332). Si tratta di una tavoletta di argilla, con inciso il testo in caratteri cuneiformi, recuperata da Hormuzd Rassam[2]. Il testo presenta la lista reale babilonese dall'inizio della prima dinastia (XIX secolo a.C.) fino agli ultimi re babilonesi del VII secolo a.C. L'inizio e la fine del testo sono perduti. La lista divide i vari re in "dinastie" (palû), indicando il numero di anni per ciascun regno e disponendo in sequenza dinastie che nella realtà hanno regnato negli stessi anni.[3] Da un punto di vista formale, la lista organizza ciascun re in una riga separata, indicando innanzitutto la durata del regno in anni con un semplice numero (e la parola "anni" sottintesa); nel caso un regno sia durato meno di due anni, viene indicato anche il numero di mesi e giorni; in qualche caso, è illustrata la relazione con il re precedente (ad esempio, "suo figlio" o "fratello").[4] Nella gran parte dei casi, alla fine di ciascuna dinastia, separato da una linea orizzontale, viene posta una riga con il numero totale degli anni di regno della dinastia, il numero dei re e il nome della dinastia. Questa riga riassuntiva manca nella sezione riguardante la dinastia elamica, che ha un solo re.[4] La Lista reale A rappresenta una delle più importanti fonti per la cronologia di Babilonia.[5] La sua importanza è fondamentale anche per la cronologia della Bassa Mesopotamia e di tutto il Vicino Oriente antico del II e del I millennio a.C., in quanto la Prima dinastia di Babilonia, in particolare, forma un blocco di circa 500 anni dotato di grande coerenza interna (pur se non databile in assoluto) e include eventi e figure (il re Hammurabi soprattutto) che sono in relazione con contesti anche più ampi della sola Mesopotamia.[6]
- Lista reale B: anche questo testo è di epoca neobabilonese; si tratta di una lista più breve, anche questa conservata al British Museum (BM 38122). Elenca i re delle prime due dinastie babilonesi (dal 1894 al 1475 a.C.) e indica il numero di anni dei regni della sola prima dinastia.[5]
- Lista reale C: questa lista elenca i primi sette re della Seconda dinastia di Isin (1153-1065) e ci informa della durata dei singoli regni. Anche se il manoscritto è di epoca neobabilonese, si tratta probabilmente di copia di un testo risalente agli anni subito successivi all'ultimo re della lista.[5] C è un testo più antico di A, ma è meglio conservato.[7]
- Lista sincronica tra Assiria e Babilonia (A.117 = Assur 14616c[8]): questo testo è così chiamato perché mette in parallelo due liste di sovrani di Assiria e Babilonia, proponendo dei sincronismi (spesso errati, soprattutto per le dinastie più antiche). La lista è una creazione assira[3], proviene da Assur ed è databile alla prima metà del I millennio a.C., forse al VII secolo a.C. Si conclude con Assurbanipal e Kandalanu. Le due liste, prese separatamente, corroborano le altre liste.[9] La Lista sincronica è probabilmente copia di un più antico documento babilonese, simile ma non identico alla Lista reale A. Differenze tra la Lista reale A e la Lista sincronica relativamente ai primi re della dinastia cassita fanno pensare che in ambiente scribale esistessero più tradizioni su questa materia.[3]
- Lista reale 14: si tratta di un frammento di lista sincronica, con un formato comunque diverso dalla Lista sincronica A.117; il documento è importante perché conserva i nomi di alcuni re babilonesi del I millennio a.C. per il resto scarsamente attestati.[10]
- Lista reale di Uruk: questa lista proviene da scavi effettuati ad Uruk ed è ora conservata all'Iraq Museum (IM 65066). La parte iniziale e quella finale della tavoletta è perduta. La lista include re da Kandalanu (647-627) a Dario I di Persia (522-486); segue poi uno iato e la lista prosegue con Dario III (335-331), giù fino a Seleuco II Callinico (246-226). La lista non presenta divisioni in dinastie.[10]
- Lista reale del periodo ellenistico: questa lista, conservata al British Museum (BM 35603), proviene molto probabilmente da Babilonia. Indica le durate dei diversi regni e comincia con Alessandro il Grande e giunge almeno fino ad Antioco IV Epifane (175-164). La lista non organizza i re in dinastie, ma fornisce schematiche informazioni sulla loro morte.[10]

## Il concetto dipalû

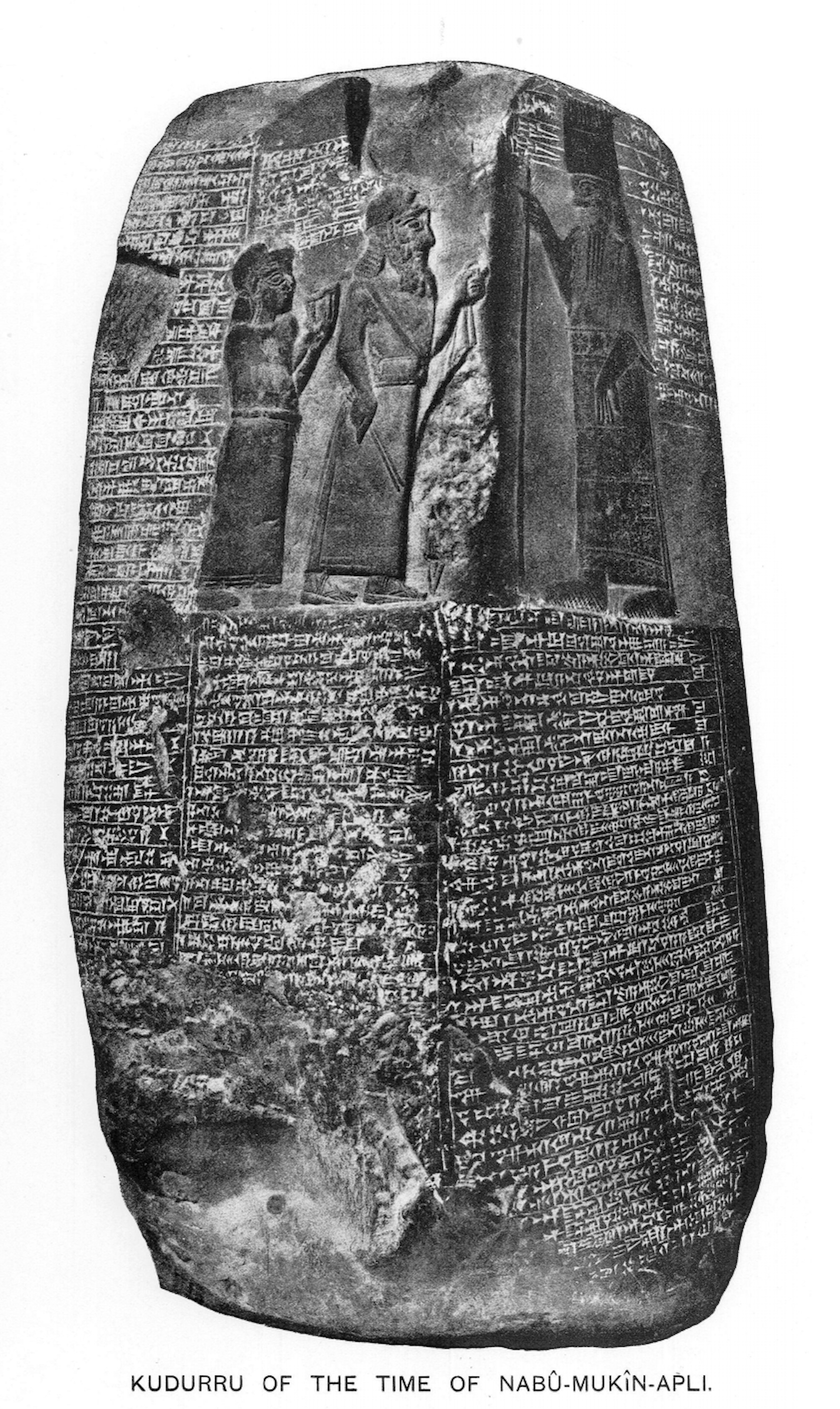
Kudurru dei tempi Nabû-mukin-apli (X secolo a.C.), re della dinastia di E, ottava dinastia di Babilonia

Un concetto fondamentale della storiografia babilonese è quello di palû, normalmente tradotto come 'dinastia'. Il termine è un prestito adattato dal sumero bala, che significa 'ruotare', 'girare' e che già nel III millennio a.C., in testi sumeri, indicava un 'mandato', un 'servizio' obbligatorio che ruotava e passava ad altri periodicamente. Così, ad esempio, i re della III dinastia di Ur avevano adottato un sistema (bala), per cui diverse città di provincia (tra cui la stessa Babilonia) dovevano provvedere a sostenere la capitale a turno. Analogamente, nella Lista reale sumerica, la regalità e l'egemonia passano di città in città, e il periodo di egemonia è indicato come il bala di quella città. Nel Lamento per la distruzione di Sumer e di Ur, è riportata l'idea che a Ur fosse sì discesa la regalità, ma che alla città era stato affidato un bala non eterno e che anzi mai si era vista una tal cosa. Progressivamente, il termine assunse il significato di 'regno' e venne usato nelle liste cronologiche.
Sia bala sia palû sono espressioni che rinviano ad una concezione ciclica della storia, un'idea della 'rotazione' del tempo (con implicita negazione di ogni progresso) che sembra caratterizzare tutte le civiltà antiche, almeno fino alla seconda metà del I millennio a.C. In particolare, la periodizzazione in palû viene progressivamente abbandonata intorno al VII secolo a.C.: la Lista reale di Uruk e la Lista reale del periodo ellenistico non ne fanno uso, mentre alla fine del III secolo a.C. si adotta l'Anno Graecorum dell'Impero seleucide.

## Dieci dinastie
Utilizzando le liste reali A e B, e integrandole con i dati offerti da altre liste e da altri testi, si ottiene una divisione della lista in dieci dinastie. La terminologia utilizzata per indicare queste dinastie è spesso moderna e in molti casi differisce dagli usi antichi. Ad esempio, la I dinastia di Babilonia (detta spesso anche "dinastia amorrea") è indicata dalla Lista reale B come palê Babili; la cosiddetta I dinastia del Paese del Mare era indicata dalle liste reali A e B come palê Urukug, dove Urukug avrà forse indicato la città d'origine del palû: siccome alcune fonti si riferiscono ad alcuni dei re del palê Urukug chiamandoli 're del Paese del Mare', l'espressione è stata estesa a tutta la dinastia. C'è poi una II dinastia del Paese del Mare, che la Lista reale A chiama effettivamente così (palê tamti, dove tamti indica il Paese del Mare). Queste numerazioni ordinali sono dunque aggiunte degli storici moderni. Non ci è giunto il nome della terza dinastia elencata dalla Lista reale A, ma altre fonti la chiamano palê Kasshi (la dinastia cassita). Sempre la Lista reale A ci informa di una palê Ishin (dinastia di Isin), ma gli accademici moderni la chiamano II dinastia di Isin (o Isin II), per distinguerla da una I dinastia di Isin che governò su Babilonia tra il crollo di Ur III (2004 a.C.) e l'affermarsi di Babilonia come centro indipendente (1880 a.C.).

### I dinastia di Babilonia

La Babilonia ai tempi di Hammurabi

Le origini del potere di Babilonia vanno individuate nel formarsi di una unità etnico-linguistica amorrea nell'area che poi verrà chiamata Babilonia, in parte della Mesopotamia settentrionale e sul medio Eufrate. Gli Amorrei erano una popolazione semita seminomade che si era affacciata nella piana alluvionale già nel III millennio a.C. e che nel II millennio riuscì, dopo aver fatto propria la cultura accadica, ad imporre sui troni delle città-stato mesopotamiche alcuni suoi rappresentanti.
Figura chiave per l'affermarsi della città nell'area è il sesto re della dinastia amorrea di Babilonia, Hammurabi. Solo nella parte finale del suo regno, cioè a partire dal suo trentunesimo anno, Hammurabi mette a frutto la propria strategia diplomatica e il paziente lavoro di consolidamento, annettendo Larsa ed Eshnunna, sconfiggendo Mari e ingaggiando scontri con l'Assiria.
Il processo di unificazione operato da Hammurabi mostra già segni di debolezza con il successore, il figlio Samsu-iluna. Al sud, nel Paese del Mare, si rende indipendente una dinastia (la I dinastia del Paese del Mare), mentre al nord si staccano i centri del medio Eufrate (Terqa e Mari).
La I dinastia babilonese crollò per effetto di un'incursione ittita: il re Muršili I conquistò Babilonia e sottrasse la statua del dio Marduk. La fine della dinastia segna anche la fine della cosiddetta età paleo-babilonese. In un primo tempo, forse, la I dinastia del Paese del Mare prese il controllo di Babilonia, ma poi si impose una dinastia cassita. Le fonti per questa fase sono scarse e quando riappaiono, nel XV secolo, il panorama è cambiato del tutto.
La parte iniziale della Lista reale A è infranta, di modo che non è possibile leggere i nomi dei re della Dinastia amorrea, ma è possibile leggervi il numero complessivo, che è di undici re.
Seguono le date (a.C.) della Prima dinastia di Babilonia (o 'dinastia amorrea') secondo la cronologia media. Tutti i nomi sono amorrei, tranne quelli indicati in corsivo, che sono accadici.
| Re                 | accadico     | Inizio regno | Fine regno | Successione                                        |
| ------------------ | ------------ | ------------ | ---------- | -------------------------------------------------- |
| Sumu-abum          | Šumu-abum    | 1894         | 1881       | Primo re di Babilonia secondo le liste reali A e B |
| Sumu-la-el         | Šumu-la-el   | 1880         | 1845       | Successione non chiara                             |
| Sabium             | Sabūm        | 1844         | 1831       | Figlio di Sumu-la-el                               |
| Apil-Sin           | Apil-Sîn     | 1830         | 1813       | Figlio di Sabium                                   |
| Sin-muballit       | Sîn-muballit | 1812         | 1793       | Figlio di Apil-Sin                                 |
| Hammurabi          | Ḫammu-rāpi   | 1792         | 1750       | Figlio di Sin-muballit                             |
| Samsu-iluna        | Šamšu-iluna  | 1749         | 1712       | Figlio di Hammurabi                                |
| Abi-esukh (Abishi) | Abī-ešuḫ     | 1711         | 1684       | Figlio di Samsu-iluna                              |
| Ammi-ditana        | Ammi-ditāna  | 1683         | 1647       | Figlio di Abi-esukh                                |
| Ammi-saduqa        | Ammi-saduqa  | 1646         | 1626       | Figlio di Ammi-ditana                              |
| Samsu-ditana       | Šamšu-ditāna | 1625         | 1595       | Figlio di Ammi-saduqa                              |

### I dinastia del Paese del Mare
Le liste reali A e B indicano questa dinastia come palû Urukug, dove Urukug avrà forse indicato la città d'origine del palû (ma il centro non è mai stato localizzato): siccome alcune fonti si riferiscono ad alcuni dei re del palê Urukug chiamandoli 're del Paese del Mare' (ad esempio, Gulkishar è detto LUGAL KUR A.BA.A, 're del Paese del Mare', in un kudurru del tardo XII secolo a.C.), l'espressione è stata estesa a tutta la dinastia. Alla dinastia ci si riferisce anche con il logogramma BALA ŠEŠ.ḪA, di incerta lettura. C'è poi una II dinastia del Paese del Mare, che la Lista reale A chiama effettivamente così (palê tamti). Mentre le fonti scribali riportano queste dinastie come successive l'una all'altra, sappiamo che la I dinastia del Paese del Mare è contemporanea alla fine della I dinastia babilonese e all'inizio della dinastia cassita. La dinastia del Paese del Mare regnava indipendentemente in questa area della Mesopotamia (il Paese del Mare indica la fascia costiera sul Golfo Persico, nell'area dell'odierna Bassorah).
La Lista reale A indica undici re di questa dinastia, che avrebbero regnato per un totale di 368 anni. Sono conservati tutti i nomi dei re della I dinastia del Paese del Mare. Anche le durate dei regni di questa dinastia sono conservati, fatta eccezione per i primi tre re, perché i danni alla tavoletta impediscono una lettura sicura. La Lista reale B riporta la stessa sequenza di nomi, ma non la durata dei regni. La Lista sincronica riporta gli ultimi sette nomi e aggiunge un altro re, detto "6a", perché segnato nella riga successiva al sesto re, Gulkišar. La lettura del nome di questo re "6a" è dubbia e viene talvolta interpretato come DISH+U-EN.
I primi tre re portano nomi accadici. La lettura del nome del primo re, Ilī-ma-ilu, resta dubbia; il significato è forse 'il mio dio è (veramente) dio'. Il nome del secondo re, Itti-ili-nībī, significa 'il mio nome è con il dio'. Il nome del terzo re, Dam(i)q-ilišu, che significa 'il favorito del suo dio', talvolta reso come Damqi-ilišu, è di un tipo ben attestato in Babilonia ed è quasi identico a quello di un re della I dinastia di Isin, Damiq-ilishu. Il nome del quarto re, Iškibal, risulta dubbio e non è chiaro se sia sumerico o accadico. A partire da Gulkišar, tutti i re tranne l'ultimo (Ea-gamil) hanno nomi sumeri. Gulkišar risulta forse essere l'unico re di questa dinastia che appare non solo in liste di re ma anche in testi di altro genere ed è anzi il protagonista di un poema epico (HS 1885+). Tutto ciò suggerisce che durante il suo regno si siano prodotti avvenimenti particolarmente notevoli, poi ricordati dalla tradizione scribale.
La Lista reale A offre delle forme abbreviate dei nomi dei re (ad esempio, Itti-ili per Itti-ili-nībī, Gulki per Gulkišar, Ea-ga per Ea-gamil), forse perché copia da un originale spezzato.
Sul motivo per cui una dinastia che potrebbe non aver mai effettivamente regnato su Babilonia sia stata inserita nella Lista reale babilonese sono state avanzate diverse ipotesi: secondo alcuni (Dougherty, 1932), influenzò (o persino controllò) Babilonia per un certo periodo; secondo altri (King, 1915), il Paese del Mare rappresentava in quel periodo l'entità politica più stabile; infine, secondo altri ancora (Thureau-Dangin, 1927; Goetze, 1957; Matthews, 1970; Brinkman, 1993) i re del Paese del Mare controllarono Babilonia per un periodo. Tutte queste ipotesi sono singolarmente valide.
Gli unici sincronismi attestati tra la fine della I dinastia babilonese e la I dinastia del Paese del Mare sono tra i re Samsu-iluna (1749-1712) e Abi-esukh (1711-1684), da un lato, e, dall'altro, il primo re del Paese del Mare, Iluma-ilu (1720-1700), nonché tra Samsu-ditana (1625-1595) e Gulkišar. Iluma-ilu, secondo Liverani, è anzi anche il re che tolse a Babilonia l'accesso al mare, rendendosi indipendente. Sappiamo anche che nel suo nono anno di regno, Samsu-iluna sconfisse un esercito di Cassiti (siamo dunque nel 1742 a.C.).
Seguono le date (a.C.) della Prima dinastia del Paese del Mare (o palû Urukug) secondo la cronologia media.
| Re                     | accadico      | Inizio regno       | Fine regno         | Successione               |
| ---------------------- | ------------- | ------------------ | ------------------ | ------------------------- |
| Iluma-ilu (Iliman)     | Ilum-ma-ilī   | 1720               | 1700               | Successione non chiara    |
| Itti-ili-nibi          | Itti-ili-nībī | ??                 | ??                 | Successione non chiara    |
| Damqi-ilishu           | Damqi-ilišu   | [26 anni?]         | [26 anni?]         | Successione non chiara    |
| Ishkibal               | Iškibal       | [15 anni]          | [15 anni]          | Successione non chiara    |
| Shushushi (Shushi)     | Šušši         | [24 anni]          | [24 anni]          | Fratello di Ishkibal      |
| Gulkishar              | Gulkišar      | 1600 ca. (55 anni) | 1600 ca. (55 anni) | Successione non chiara    |
| Peshgaldaramesh        | Pešgaldarameš | [50 anni]          | [50 anni]          | Figlio di Gulkishar       |
| Ayadaragalama          | Ayadaragalama | [28 anni]          | [28 anni]          | Figlio di Peshgaldaramesh |
| Akurduana (Ekurduanna) | Akurduana     | [26 anni]          | [26 anni]          | Successione non chiara    |
| Melamkurkurra          | Melamkurkurra | [7 anni]           | [7 anni]           | Successione non chiara    |
| Ea-gamil               | Ea-gamil      | [9 anni]           | [9 anni]           | Successione non chiara    |

### Dinastia cassita
Con la dinastia cassita si apre il cosiddetto periodo medio-babilonese.
Non ci è noto il nome del re cassita che conquistò Babilonia né come i Cassiti si impossessarono del trono babilonese. I primi re cassiti individuati dalla tradizione (Gandash, Agum I, Kashtiliash I) vanno forse considerati contemporanei agli ultimi re della I dinastia di Babilonia.
Sappiamo invece da fonte posteriore che 24 anni dopo che la statua di Marduk fu sottratta e portata a Khana, un re cassita, Agum II, la riportò a Babilonia. È possibile ipotizzare che Terqa sia stata distrutta proprio da Agum II e che questi sia stato uno dei primi re della dinastia cassita. Nello stesso periodo, i re Ulam-Buriash e Agum III (ma è ragionevole pensare che Agum II e Agum III non vadano distinti) assoggettarono il Paese del Mare. A questo punto, il regno babilonese (indicato come Karduniash dai Cassiti) si imponeva come grande regno, tanto da relazionarsi con i re assiri.
Il nome di questa dinastia nella Lista reale A è perduto, ma altre fonti la chiamano palê Kasshi ('dinastia cassita').
La Lista reale A riporta trentasei re di questa dinastia, che avrebbero regnato per un totale di 576 anni e 9 mesi. La parte della Lista reale A che riporta i nomi della dinastia cassita è assai danneggiata; in particolare, i passaggi relativi ai re dal settimo al ventitreesimo completamente perduti. La Lista sincronica fornisce i primi tredici nomi, cui segue una lacuna. Il nome dell'undicesimo re è perduto, mentre è assai difficile leggere i nomi del dodicesimo e del tredicesimo re. La Lista reale A e la Lista sincronica confliggono in particolare sui nomi del quarto e del quinto re della dinastia. Inoltre, il nome del primo re nella Lista sincronica è troppo danneggiato per essere adeguatamente leggibile.
Non c'è accordo tra gli studiosi su come leggere alcuni nomi dei re cassiti. Ad esempio, URzigurumaš è letto anche Tazzigurumaš o Taššigurumaš; Kara-ḪARdaš è letto anche Kara-kindaš; Meli-Šipak è letto anche Meli-Šiḫu; Enlil-nādin-aḫi è letto anche Enlil-šuma-uṣur.
| Posizione | Lista reale A            | Lista sincronica        | Re ipotetico               | Durata del regno |
| --------- | ------------------------ | ----------------------- | -------------------------- | ---------------- |
| 1         | mgan-dáš                 | m˹ga (?)-x-x˺           | Gandaš                     | 26 anni          |
| 2         | ma-gu-um IGI a-šú        | ma-˹gu-um˺ IGI ˹(x)˺-šu | Agum maḫrû                 | 22 anni          |
| 3         | m[kaš-til]-iá-ši         | mkaš-til-˹x˺-šu         | Kaštiliašu I               | 22 anni          |
| 4         | m˹x˺-ši A-šú             | ma-bi-˹ra˺-taš          | Abi-Rattaš                 | sconosciuta      |
| 5         | m˹a-bi˺-Rat-taš          | mkaš-til-˹a˺-šu         | Kaštiliašu I (again) or II | sconosciuta      |
| 6         | m˹UR-zi˺-U(= guru12)-maš | UR-zi-g[u-r]u-˹ma˺-áš   | Ur-zigurumaš               | sconosciuta      |
| 7         |                          | ˹mḫar˺-ba-˹(x)-x˺       | Ḫarba-Šipak/Šihu, Ḫurbazum | sconosciuta      |
| 8         |                          | m˹x-ib-x˺-[(x)]-˹x-x˺   | Tiptakzi, Šipta’ulzi       | sconosciuta      |
| 9         |                          | m˹x-x-(x)˺              | Kakrime = Agum II          | sconosciuta      |

Nella Lista sincronica, al re assiro Shamshi-Adad II corrispondono otto re cassiti (gli otto successori di Gandaš). La decima posizione nella Lista sincronica è assegnata a Burnaburiash I.
Le datazioni che seguono sono quelle proposte da Brinkman e da Liverani, tranne dove indicato. I nomi di re in corsivo indicano l'adozione di un nome accadico (segno della progressiva assimilazione dell'elemento dirigente cassita da parte della base popolare accadica), mentre gli altri nomi sono cassiti.
| Re                          | accadico           | Inizio regno | Fine regno | Successione |
| --------------------------- | ------------------ | ------------ | ---------- | --- |
| Gandash                     | Gandaš             | [1729]       | [1704]     | Successione non chiara |
| Agum I                      | Agum               | [1703]       | [1682]     | Forse figlio di Gandash |
| Kashtiliash I               | Kaštiliašu         | [1681]       | [1660]     | Figlio di Agum I |
| ...                         | ...                | [1659]       | ??         | Successione non chiara |
| Abi-Rattash                 | Abi-Rattaš         | ??           | ??         | Figlio di Kashtiliash I |
| Kashtiliash II              | Kaštiliašu         | ??           | ??         | Successione non chiara |
| Urzigurumash                | Ur-zigurumaš       | ??           | ??         | Discendente di Abi-Rattash (?) |
| Agum II                     | Agum-Kakrime       | 1550 ca.     | 1550 ca.   | Figlio di Urzigurumash |
| (Harba-Shipak?) (Hurbazum?) | Ḫarba-Šipak        | ??           | ??         | Successione non chiara |
| (Shipta-Ulzi?)              | Šipta’ulzi         | ??           | ??         | Successione non chiara |
| ...                         | ...                | ??           | ??         | Successione non chiara |
| Burnaburiash I              | Burna-Buriaš       | ??           | ??         | Successione non chiara; è il primo governante cassita di cui possiamo dire con un margine di certezza che regnasse su Babilonia; sincronismo attestato con Ekurduanna della I dinastia del Paese del Mare e con Puzur-Ashur III di Assiria |
| (Ulamburiash?)              | Ulam-Buriaš        | [ 1475 ]     | [ 1475 ]   | Forse figlio di Burnaburiash I; riunificò la Babilonia, sconfiggendo l'ultimo re della I dinastia del Paese del Mare, Ea-gamil |
| (Kashtiliash III?)          | Kaštiliašu         | ??           | ??         | Forse figlio di Burnaburiash I |
| (Agum III?)                 | Agum               | ??           | ??         | Figlio di Kashtiliash III |
| Kadashman-Sah               | Kadašman-Šaḥ       | ??           | ??         | Successione non chiara; non appare nelle liste reali, ma solo in tavolette che sono datate al regno di "Agum e Kadshman-Sah", suggerendo che egli fosse re o che vi fosse una forma di co-reggenza con Agum III |
| Karaindash                  | Karaindaš          | 1413 ca.?    | 1413 ca.?  | Successione non chiara; sincronismo attestato con Ashur-bel-nisheshu di Assiria (1417-1409) |
| Kadashman-Harbe I           | Kadašman-Ḫarbe     | 1400 ca.     | 1400 ca.   | Figlio di Karaindash |
| Kurigalzu I                 | Kuri-Galzu         | ??           | ??         | Figlio di Kadashman-harbe I; una figlia di Kurigalzu I sposa il faraone Amenofi III |
| Kadashman-Enlil I           | Kadašman-Enlil     | 1374         | 1360       | Figlio di Kurigalzu I (?); non abbiamo fonti che attestino direttamente una parentela tra Kadashman-Enlil I e Kurigalzu I, ma Burnaburiash II, presunto figlio di Kadashman-Enlil I, in una lettera parla di Kurigalzu I come di un proprio antenato; sono attestate trattative tra Kadashman-Enlil I e il faraone Amenofi III                                 |
| Burna-Buriash II            | Burna-Buriaš       | 1359         | 1333       | Forse figlio di Kadashman-Enlil I; sono attestate trattative tra Burna-Buriash II e il faraone Amenofi IV (Akhenaton); sono inoltre attestati sincronismi tra Burna-Buriash e il re mitannico Tushratta e il re ittita Shuppiluliuma |
| Kara-khardash               | Kara-ḫardaš        | 1333         | 1333       | Figlio di Burnaburiash II; sincronismo attestato con Ashur-uballit I di Assiria (1363-1328), che sarà stato nonno o suocero di Kara-khardash |
| Nazi-Bugash                 | Nazi-Bugaš         | 1333         | 1333       | Usurpatore, senza relazioni con gli altri re ("figlio di nessuno"); sincronismo attestato con Ashur-uballit I di Assiria (1363-1328) |
| Kurigalzu II                | Kuri-Galzu         | 1332         | 1308       | Figlio di Burnaburiash II o di Kara-khardash; sincronismo attestato con Ashur-uballit I (1363-1328) di Assiria e con Khurbatilla del Paese del Mare; Kurigalzu II fu imposto dal re assiro dopo che una rivolta di palazzo aveva eliminato il figlio di Muballitat-Sherua, nuora di Burnaburiash II; Kurigalzu stesso era figlio o nipote di Muballitat-Sherua |
| Nazi-Maruttash              | Nazi-Maruttaš      | 1307         | 1282       | Figlio di Kurigalzu II; sincronismo attestato con Adad-nirari I di Assiria, con cui si scontra e che lo sconfigge |
| Kadashman-Turgu             | Kadašman-Turgu     | 1281         | 1264       | Figlio di Nazi-Maruttash; sincronismo attestato con Adad-nirari I di Assiria |
| Kadashman-Enlil II          | Kadašman-Enlil     | 1263         | 1255       | Figlio di Kadashman-Turgu; ricevé una lettera dal re ittita Khattushili III |
| Kudur-Enlil                 | Kudur-Enlil        | 1254         | 1246       | Figlio di Kadashman-Enlil II? |
| Shagarakti-Shuriash         | Šagarakti-Šuriaš   | 1245         | 1233       | Figlio di Kudur-Enlil |
| Kashtiliash IV              | Kaštiliašu         | 1232         | 1225       | Figlio di Shagarakti-Shuriash; sincronismo attestato con Tukulti-Ninurta I di Assiria (1243-1207) |
| Tukulti-Ninurta I           |                    | 1225         | 1225       | re assiro; appena intronizzato in Assiria, subisce un attacco da Kashtiliash IV, ma reagisce energicamente e giunge a conquistare Babilonia, aprendo una fase di interregno assiro della durata di sette anni (la statua del dio Marduk viene "deportata") |
| Enlil-nadin-shumi           | Enlil-nādin-šumi   | 1224         | 1224       | Successione non chiara; sincronismo attestato con Tukulti-Ninurta I di Assiria e con Kidin-khutran del Paese del Mare (1230 ca.) |
| Kadashman-Harbe II          | Kadašman-Ḫarbe     | 1223         | 1223       | Successione non chiara; sincronismo attestato con Tukulti-Ninurta I di Assiria e con Kidin-khutran del Paese del Mare (1230 ca.) |
| Adad-shuma-iddina           | Adad-šuma-iddina   | 1222         | 1217       | Successione non chiara; sincronismo attestato con Tukulti-Ninurta I di Assiria e con Kidin-khutran del Paese del Mare (1230 ca.) |
| Adad-shuma-usur             | Adad-šuma-uṣur     | 1216         | 1187       | Forse figlio di Kashtiliash IV; sincronismo attestato con Tukulti-Ninurta I, ma anche con altri re assiri: Ashur-nirari III (1202-1197), Enlil-kudur-usur (1196-1193) e Ninurta-apil-Ekur (1192-1180) |
| Meli-Shipak                 | Meli-Šipak         | 1186         | 1172       | Figlio di Adad-shuma-usur |
| Marduk-apla-iddina I        | Marduk-apla-iddina | 1171         | 1159       | Figlio di Meli-Shipak |
| Zababa-shuma-iddina         | Zababa-šuma-iddina | 1158         | 1158       | Successione non chiara |
| Enlil-nadin-ahi             | Enlil-nādin-aḫe    | 1157         | 1155       | Successione non chiara |

Con la conquista della città di Babilonia da parte del re elamico Shutruk-Nakhunte I si conclude la dinastia.

### II dinastia di Isin
Con la caduta della dinastia cassita, gli Elamiti occuparono parte della Bassa Mesopotamia. Non è chiaro come i primi re della II dinastia di Isin riconquistarono l'indipendenza.
La Lista reale A ci informa di una palê Ishin, ma gli accademici moderni la chiamano II dinastia di Isin (o Isin II), per distinguerla da una I dinastia di Isin che governò su Babilonia all'inizio del II millennio a.C.
La portata internazionale di Babilonia con Isin II appare inferiore rispetto ai tempi della dinastia cassita. Spentesi le relazioni con l'Egitto e con Khatti, Babilonia si concentrò in questo periodo in un estenuante scontro con l'Assiria per la definizione dei reciproci confini. Dopo Nabucodonosor, la dinastia continuò stancamente per qualche decennio, in un periodo in cui l'incipiente penetrazione aramea rendeva sempre più difficile al potere centrale il controllo delle campagne.
La lista dei re di Isin II è ricostruita soprattutto attraverso le liste reali A e C. La Lista reale A conta undici re per questa dinastia e indica una durata totale di 132 anni (o 133, secondo altre letture meno probabili) e 6 mesi.
La Lista reale C ci informa sui primi sette re.
| Re                   | accadico            | Inizio regno | Fine regno | Successione |
| -------------------- | ------------------- | ------------ | ---------- | --- |
| Marduk-kabit-ahheshu | Marduk-kabit-aḫḫēšu | 1154         | 1140       | Successione non chiara; nome e durata del regno di questo re sono stati tratti dalla Lista reale C |
| Itti-Marduk-balatu   | Itti-Marduk-balāṭu  | 1139         | 1132       | Figlio di Marduk-kabit-ahheshu; nome e durata del regno di questo re sono stati tratti dalla Lista reale C |
| Ninurta-nadin-shumi  | Ninurta-nādin-šumi  | 1131         | 1126       | il nome è riportato nella Lista reale C; sincronismo attestato con il re assiro Assur-resh-ishi I |
| Nabucodonosor I      | Nabû-kudurri-uṣur   | 1125         | 1104       | Figlio di Ninurta-nadin-shumi; sincronismo attestato con il re assiro Assur-resh-ishi I e con il re elamico Khuteludush-In-Shushinak (1120-1100 ca.) |
| Enlil-nadin-apli     | Enlil-nādin-apli    | 1103         | 1100       | Figlio di Nabucodonosor I |
| Marduk-nadin-ahhe    | Marduk-nādin-aḫḫē   | 1099         | 1082       | Figlio di Ninurta-nadin-shumi e fratello di Nabucodonosor I, usurpò forse il trono di Enlil-nadin-apli, di cui era zio e che all'epoca era forse minore; la Lista reale C lo indica, forse per un errore scribale, Marduk-nadin-shumi; sincronismo attestato con il re assiro Tiglatpileser I |
| Marduk-shapik-zeri   | Marduk-šāpik-zēri   | 1081         | 1069       | Successione non chiara; la lettura del nome è stata stabilita in base alla Lista reale C e alla Cronaca di Tiglatpileser I; la Storia sincronica lo indica come Marduk-shapik-zer-mati, ma si tratta probabilmente di un errore dello scriba (che avrà scambiato il titolo MAN=šar, 're', per una parte del nome); sincronismo attestato con il re assiro Assur-bel-kala (o con Asharid-apil-Ekur) |
| Adad-apla-iddina     | Adad-apla-iddina    | 1068         | 1047       | Usurpatore, senza relazioni con gli altri re; la Storia sincronica riporta che Marduk-shapik-zer-«mati» fu messo sul trono di Karduniash dal re assiro Assur-bel-kala (ma la lettura è sintatticamente incerta) e che era figlio di Esagil-shaduni e quindi "figlio di nessuno"; la Nuova cronaca babilonese pone Adad-apla-iddina tra i re numero 7 e 12 della II dinastia di Isin, ma i nomi di tutti gli altri re cominciano con Marduk- o Nabu-; peraltro, la Lista sincronica ci informa che il settimo re della II dinastia di Isin si chiamava Adad-; la durata del regno di questo re (22 anni) è invece nota dalla Lista reale A, in cui però il nome del re è praticamente illeggibile; sincronismo attestato con il re assiro Assur-bel-kala (o con Asharid-apil-Ekur) |
| Marduk-ahhe-eriba    | Marduk-aḫḫē-erība   | 1046         | 1046       | Successione non chiara; la lettura del nome di questo re è incerta ed è stata stabilita, senza grandi certezze, sulla base di un kudurru, datato a quest'epoca sulla base di considerazioni paleografiche, che lo indica come Marduk-ahhe-eriba |
| Marduk-zer-X         | Marduk-zēra-[—]     | 1045         | 1034       | Successione non chiara |
| Nabu-shumlibur       | Nabû-šumu-libūr     | 1033         | 1026       | Successione non chiara; il nome è recuperato dalla Cronaca religiosa, in cui è presente un [Na]bû-šumu-lībur |

La Lista reale A e la Cronaca dinastica offrono informazioni sostanzialmente simili sulle tre dinastie che succedono alla II dinastia di Isin. Si tratta della II dinastia del Paese del Mare, della dinastia di Bazi e della dinastia elamica, che insieme coprono un periodo di poco meno di 50 anni.

### II dinastia del Paese del Mare
La Lista reale A chiama questa dinastia palê tamti (in logogrammi: BALA KUR Tam-tim), dove tamti indica il Paese del Mare. Gli studiosi moderni la chiamano II dinastia del Paese del Mare per distinguerla dalla precedente Palû Urukug.
La Lista reale A indica per questa dinastia tre re per un totale di 21 anni e 5 mesi. Tutti e tre i re sembrano avere origine cassita.
Le date indicate sono quelle riportate da Liverani.
| Re                | accadico        | Inizio regno | Fine regno | Successione |
| ----------------- | --------------- | ------------ | ---------- | --- |
| Simbar-shipak     | Simbar-Šipak    | 1025         | 1008       | Successione non chiara; è probabile che fosse un soldato di origine cassita e che sia stato assassinato durante una rivolta; stando alla Cronaca dinastica, ricevette una sepoltura degna di un re legittimo; dalla Cronaca 47 sappiamo che il padre aveva nome babilonese (Eriba-Sin) e che aveva origini meridionali; secondo la Cronaca dinastica, Eriba-sin non era padre di Simbar-shipak ma un suo antenato, morto in combattimento durante il regno di Damiq-ilishu (da identificare, forse, con il Damqi-ilishu terzo re della I dinastia del Paese del Mare); La Lista reale A offre una versione abbreviata del nome (Simbar-shi), mentre le cronache indicano il nome completo; la Cronaca dinastica indica 17 anni di regno, mentre la Lista reale A, più affidabile in questo caso, 18 |
| Ea-mukin-zeri     | Ea-mukin-zēri   | 1008         | 1008       | Probabilmente di origine cassita (Bit-Hashmar), anche se il nome è accadico; usurpò il trono di Simbar-Shipak e regnò per pochi mesi (cinque secondo la Lista reale A, solo tre secondo la Cronaca dinastica, che attesta anche una ignominiosa sepoltura nelle paludi di Bit-Hashmar) |
| Kashshu-nadin-ahi | Kaššu-nādin-aḫi | 1007         | 1005       | Figlio di un Sappaya (o Sippaya), forse una abbreviazione per Simbar-Shipak, potrebbe essere stato a capo dell'opposizione a Ea-Mukin-zeri; gli fu data sepoltura regale, il che suggerisce fosse di famiglia regale |

### Dinastia di Bazi
La cosiddetta dinastia Bāzi ha da un punto di vista onomastico un legame con l'ambiente cassita e prende anzi il nome da una tribù cassita (Bīt-Bāzi, 'casa di Bāzi') ed Ea-mukin-zeri è in stretta connessione con un'altra tribù cassita, Bīt-Ḫašmar. Anche l'elemento teoforico del nome del terzo re, Shirikti-shukamuna, è cassita. La Cronaca dinastica qualifica tutti e tre come discendenti di Bazi (mar Bazi).
La Cronaca dinastica indica la dinastia come palû Bit-Bazi e le attribuisce 20 anni e 3 mesi di regno. La Lista reale A indica la stessa durata, ma una possibile lettura del nome è Baz[u] (il logogramma è BALA Ba˹zum˺, ma la lettura ˹zum˺ resta incerta). Il teoforo Shuqamuna è accadico, ma si riferisce ad una divinità cassita.
Le date indicate sono quelle riportate da Liverani.
| Re                     | accadico             | Inizio regno | Fine regno | Successione |
| ---------------------- | -------------------- | ------------ | ---------- | --- |
| Eulmash-shakin-shumi   | Eulmaš-šākin-šumi    | 1004         | 988        | Successione non chiara; la Cronaca dinastica gli assegna 14 (o 15) anni di regno, mentre la Lista reale A, fonte preferibile in questo caso, 17 anni |
| Ninurta-kudurri-usur I | Ninurta-kudurrῑ-uṣur | 987          | 985        | La Lista reale A gli assegna 3 anni di regno, la Cronaca dinastica solo 2 (Brinkman reputa il primo dato più affidabile)                             |
| Shirikti-Shuqamuna     | Širikti-šuqamuna     | 984          | 984        | Fratello di Ninurta-kudurri-usur I; la Cronaca di Shamash-shuma-ukin lo indica come Shirikti-Shuqam[u]nu                                             |

### Dinastia elamica
Tanto la Lista reale A quanto la Cronaca dinastica accreditano Mar-biti-apla-usur, successore dell'ultimo re della Dinastia di Bazi, come unico rappresentante di una dinastia separata. Nonostante il nome sia pienamente accadico, la Cronaca dinastica indica questo re in questi termini: "[Un re], il palû di Elam, regnò sei anni; fu seppellito nel palazzo di Sargon [cioè 'ebbe sepoltura degna di re']".
| Re                 | accadico           | Inizio regno | Fine regno | Successione |
| ------------------ | ------------------ | ------------ | ---------- | --- |
| Mar-biti-apla-usur | Mār-bīti-apla-uṣur | 980          | 975        | Successione non chiara; il nome appare per intero solo nella Nuova cronaca babilonese; la Cronaca dinastica gli assegna 6 anni di regno, mentre il dato nella Lista reale A risulta scarsamente leggibile (e il numero 6 resta altamente probabile anche per questa fonte) |

### Dinastia di E
Stando alla Lista reale A, la dinastia successiva è la cosiddetta Dinastia di E. Il termine "E", di significato oscuro, si riferisce probabilmente a Babilonia (si tratterebbe quindi di una dinastia locale): in vari testi del I millennio a.C., infatti, il segno E, seguito dal determinativo KI, tipico dei toponimi, si riferisce normalmente a Babilonia. C'è una grossa lacuna in questa parte della tavoletta: rimane conservata la durata del regno del primo re e, ma solo in parte, il nome degli ultimi cinque re (da Eriba-Marduk a Nabu-shuma-ukin II). Questa denominazione (palû E) ricorre solo nella Lista reale A, mentre la Cronaca dinastica assegna questi re a diverse dinastie (il che concorda con l'idea, confortata dalle fonti contemporanee, che si sia trattata di un'epoca politicamente instabile), ma quest'ultimo documento è in condizioni piuttosto malandate e copre soltanto l'VIII secolo a.C. Insieme alla Dinastia assira (la IX), questa è una delle dinastie più problematiche, tanto che molti studiosi hanno abbandonato queste denominazioni.
Sono sopravvissute pochissime informazioni sulle relazioni di parentela tra i regnanti di questa dinastia e anche le durate dei regni sono in gran parte oscure. È però possibile rilevare sette re con teofori relativi al dio Nabu e cinque relativi al dio Marduk, il che contrasta con quanto avviene per le tre precedenti dinastie.
Le date indicate sono quelle riportate da Liverani.
| Re                          | accadico             | Inizio regno      | Fine regno        | Successione |
| --------------------------- | -------------------- | ----------------- | ----------------- | --- |
| Nabu-mukin-apli             | Nabû-mukin-apli      | 978               | 943               | Successione non chiara; la Lista reale A gli assegna 36 anni di regno; fonti principali del periodo sono la Cronaca 51 e tre kudurru, in uno dei quali, risalente al suo venticinquesimo anno di regno e concernente tasse non versate, è presente un'immagine del re, indicato come "re della totalità" e "re di Babilonia" (la disputa di cui il kudurru rappresenta la risultante composizione vede due dei tre figli del re a testimoniare, Ninurta-kudurri-usur e Mar-biti-ahhe-iddina: entrambi succederanno al padre sul trono) |
| Ninurta-kudurri-usur II     | Ninurta-kudurrῑ-uṣur | 943               | 943               | Figlio di Nabu-mukin-apli; nulla si sa del suo regno |
| Mar-biti-ahhe-iddina        | Mār-bῑti-aḫḫē-idinna | 942               | ??                | Figlio di Nabu-mukin-apli; nulla si sa del suo regno |
| Shamash-mudammiq            | Šamaš-mudammiq       | 905 ca.           | 905 ca.           | Successione non chiara; sincronismo attestato con Adad-nirari II (911-891); il regno di Shamash-mudammiq ci è noto quasi esclusivamente da fonti assire: il Canone degli Eponimi, di età neo-assira, inizia con Adad-Nirari II e fornisce una cronologia assoluta che si salda a quella babilonese nell'anno 747 a.C.; nei suoi annali, Adad-Nirari II si vanta di aver sconfitto il re di Karduniash, Shamash-mudammiq; durante l'eponimia di Dur-mati-Ashur (901 a.C.), Adad-Nirari II fu impegnato da altre campagne militari contro Karduniash; la Storia sincronica riferisce che Shamash-mudammiq perì in questa fase di scontri con gli Assiri e che gli succedette Nabu-shuma-ukin I                                                 |
| Nabu-shuma-ukin I           | Nabû-šuma-ukin       | 895 ca.           | 895 ca.           | Successione non chiara; la Storia sincronica riferisce che la guerra tra Assiria e Babilonia, cominciata con Shamash-mudammiq, continuò con Nabu-shuma-ukin I, fino al conseguimento di una pace (con matrimoni dinastici incrociati) che di fatto vanificò tutte le conquiste assire; i discendenti di Nabu-shuma-ukin I occuperanno il trono di Babilonia per gran parte del IX secolo a.C.: il paese torna ad una relativa floridezza |
| Nabu-apla-iddina            | Nabû-apla-iddina     | 880 ca.? 870 ca.? | 880 ca.? 870 ca.? | Figlio di Nabu-shuma-ukin I; sincronismi attestati con i re assiri Assurnasirpal II (883-859) e Salmanassar III (858-824); con l'Assiria i rapporti sembrano essere stati generalmente buoni, ma all'inizio del suo regno (878) si registra una campagna di Assurnasirpal II a Suhu, in cui, stando agli annali del re assiro, questi avrebbe catturato truppe del re babilonese (e sconfitto mat Kaldu, cioè i Caldei: si tratta della più antica menzione di questo popolo); il rapporto per il resto pacifico tra Assiria e Babilonia è testimoniato anche dalla Storia sincronica; del periodo di Nabu-apla-iddina è la Tavoletta del Dio-Sole, un kudurru che rappresenta uno degli artefatti babilonesi più rilevanti dell'epoca       |
| Marduk-zakir-shumi I        | Marduk-zâkir-šumi    | 854               | 819               | Figlio di Nabu-apla-iddina; nell'851 a.C., Salmanassar III lo aiutò a sedare una ribellione guidata dal fratello, Marduk-bel-usate: questa data funge dunque da terminus ante quem per la morte del padre, che la Storia sincronica data al regno di Salmanassar III; ci è pervenuto un trattato, mal conservato, tra Marduk-zakir-shumi e il re assiro Shamshi-Adad V, in cui è probabile che il secondo richiedesse aiuto al primo contro il rivoltoso Ashur-da'in-aplu (fratello di Salmanassar III) |
| Marduk-balassu-iqbi         | Marduk-balāssu-iqbi  | 818               | 813               | Figlio di Marduk-zakir-shumi I; il Canone degli Eponimi, la Storia sincronica e gli annali di Shamshi-Adad V riportano che il re assiro, nonostante il trattato con Marduk-zakir-shumi I, si risolse ad invadere la Babilonia durante il regno di Marduk-balassu-iqbi; i dettagli differiscono nelle diverse fonti, ma alla fine Shamshi-Adad riuscì a catturare l'avversario e a deportarlo a Ninive |
| Baba-aha-iddina             | Bāba-aḫa-iddina      | 812               | ???               | Successione non chiara; figlio di Lidanu; proseguendo con altre campagne militari contro Babilonia, nell'812 a.C. Shamshi-Adad V riuscì a catturare e a deportare a in Assiria anche Baba-aha-iddina, che non deve aver regnato più di un anno: il re assiro assunse il titolo di "re di Sumer e di Akkad"; il trono di Babilonia dovette essere vacante per qualche tempo (la Cronaca 47 riporta che "non c'era re nel paese"; i Caldei consolidano la propria indipendenza, che già iniziava a consolidarsi ai tempi di Salmanassar III |
| Interregno di almeno 4 anni |                      |                   |                   | |
| Ninurta-apla-X              | Ninurta-apla-[—]     | ??                | ??                | Successione non chiara; nulla si sa del suo regno; il suo nome è noto grazie alla Lista reale 14 |
| Marduk-bel-zeri             | Marduk-bēl-zēri      | ??                | ??                | Successione non chiara; il nome completo di questo re ci è noto da un testo amministrativo; il suo nome è noto grazie alla Lista reale 14 |
| Marduk-apla-usur            | Marduk-apla-uṣur     | ??                | ??                | Capo caldeo di tribù incerta (è indicato dalla Cronaca dinastica come unico membro di un palê Kaldi, 'dinastia caldea'); successione non chiara; il suo nome è noto grazie alla Lista reale 14 |
| Eriba-Marduk                | Erība-Marduk         | ??                | 760               | Capo caldeo; successione non chiara; per la Cronaca dinastica è l'unico rappresentante di un palê Tamti (una terza dinastia del Paese del Mare); poiché Marduk-apla-iddina II, della tribù di Bit-Yakin, lo indicherà come proprio antenato, assumiamo che anche Eriba-Marduk provenisse dalla stessa casata; sembra che abbia contribuito a rifondare le sorti di Babilonia (così la Cronaca 47); si fregiò dei titoli di "re di Babilonia" e di "re di giustizia" |
| Nabu-shuma-ishkun           | Nabû-šuma-iškun      | 760               | 748               | Capo caldeo della tribù Bit-Dakkuri; successione non chiara; la Cronaca dinastica indica come successore di Eriba-Marduk un regnante caldeo (mat Kaldi), il cui nome è indicato dalla Lista reale A e dalla Lista reale 14 come Nabu-shuma-ishkun; dalle fonti si ricava l'impressione di un periodo turbolento, con scontri a Borsippa tra la popolazione e genti straniere (Caldei e Aramei); la Cronaca 52 racconta di vari sacrilegi commessi dal re e rappresenta una sorta di damnatio memoriae di Nabu-shuma-ishkun, fatto più unico che raro nella storiografia babilonese |
| Nabonassar                  | Nabû-nāṣir           | 747               | 734               | Successione non chiara; il Canone tolemaico prende avvio con l'ascesa al trono di Nabû-nāṣir e proprio dalla fonte greca deriva il nome con cui è più noto (Nabonassar); mancando qualsiasi apparente collegamento tra Nabonassar e i precedenti re caldei, generalmente si assume che fosse un re nativo di Babilonia; la Cronaca dinastica si interrompe proprio a questo punto e non ne conserva il nome; la Cronaca 16 è la fonte più rilevante per il suo regno e per quello dei suoi due successori; essa registra l'ascesa al trono assiro di Tiglatpileser III e la sua invasione della Babilonia settentrionale, mentre dagli annali del re assiro sembra che la sua campagna fosse più contro le tribù aramee che contro Babilonia |
| Nabu-nadin-zeri             | Nabû-nādin-zēri      | 733               | 732               | La Cronaca 16 lo chiama Nadin e lo indica come figlio di Nabonassar; essa riporta che fu ucciso dopo due anni di regno durante una rivolta; il nome Nabu-nadin-zeri ci è noto dalla Lista reale A, mentre nel Canone tolemaico è indicato come Nadios |
| Nabu-shuma-ukin II          | Nabû-šuma-ukin       | 732               | 732               | Successione non chiara; il nome ci è noto dalla Lista reale A, che, nell'assegnargli solo un mese e tredici giorni di regno, lo indica come figlio del predecessore (e avrà dunque inteso piuttosto "figlio di Nabopolassar"); il Canone tolemaico non lo rileva |

### Dinastia assira
La Lista reale A, pur non fornendo una denominazione complessiva, usa per questa dinastia la stessa modalità grafica di presentazione. Stando a questo dato, essa appare un palû come gli altri. D'altra parte, la stessa Lista reale A sembra attribuire a molti dei re di questa dinastia etichette specifiche, come se appartenessero a palû distinti. Insieme alla Dinastia di E, questa è quindi una delle dinastie più problematiche, tanto che molti studiosi hanno finito per abbandonare queste denominazioni.
Le fonti primarie per questa fase della storia babilonese sono, oltre alla Lista reale A, vari documenti d'archivio, la Lista reale assira, le iscrizioni reali assire a Babilonia, le cronache e le altre liste reali. Un'altra importante fonte è il Canone tolemaico, che include una lista di re babilonesi (con nomi grecizzati) che vanno dal 747 al 539 a.C., cioè dal primo anno di regno di Nabonassar, della Dinastia di E, alla conquista persiana. Le date offerte da questa fonte differiscono sottilmente da quelle della Lista reale A.
Le date sono quelle indicate da Liverani. I palû quelli proposti da Fales.
| Re                                    | accadico            | Nel Canone tolemaico | Inizio regno | Fine regno | palê                                                            | Successione                                                     |
| ------------------------------------- | ------------------- | -------------------- | ------------ | ---------- | --------------------------------------------------------------- | --------------------------------------------------------------- |
| Nabu-mukin-zeri                       | Nabû-mukin-zēri     | Chinzeros            | 731          | 729        | palê Šapî 'Dinastia di Shapi'                                   | Capotribù caldeo della casata di Bit-Amukani, usurpò il trono   |
|                                       |                     |                      |              |            |                                                                 |                                                                 |
| Tiglath-Pileser III (Pulu)            | Tukultī-apil-Ešarra | Poros                | 728          | 727        | palê Baltil 'Dinastia di [Assur]'                               | Re assiro                                                       |
| Shalmaneser V (Ululaju)               | Salmānu-ašarēd      | Ilulayos             | 726          | 722        | palê Baltil 'Dinastia di [Assur]'                               | Re assiro, figlio di Tiglath-Pileser III                        |
|                                       |                     |                      |              |            |                                                                 |                                                                 |
| Marduk-apla-iddina II (primo regno)   | Marduk-apla-iddina  | Mardokempados        | 721          | 710        | palê Tamti 'Dinastia del Paese del Mare'                        | Caldeo della casata di Bit-Yakin; figlio di Eriba-Marduk        |
|                                       |                     |                      |              |            |                                                                 |                                                                 |
| Sargon II                             | Šarru-kīn           | Arkeanos             | 709          | 705        | palê Ḫabigal 'Dinastia di [Hanigalbat]'                         | Re assiro, figlio di Tiglath-Pileser III (?)                    |
| Sennacherib (primo regno)             | Sîn-ahhe-erība      | primo interregno     | 704          | 703        | palê Ḫabigal 'Dinastia di [Hanigalbat]'                         | Re assiro, figlio di Sargon II                                  |
|                                       |                     |                      |              |            |                                                                 |                                                                 |
| Marduk-zakir-shumi II                 | Marduk-zâkir-šumi   | primo interregno     | 703          | 703        | Arad-Ea 'Figlio [o discendente] di Arad-Ea'                     | Babilonese; figlio di Arad-(Ea/Enlil)                           |
|                                       |                     |                      |              |            |                                                                 |                                                                 |
| Marduk-apla-iddina II (secondo regno) | Marduk-apla-iddina  | primo interregno     | 703          | 703        | ERÍN Ḫabi 'soldato di [Hanigalbat?]' 'soldato di [habiru?]'     |                                                                 |
|                                       |                     |                      |              |            |                                                                 |                                                                 |
| Bel-ibni                              | Bel-ibni            | Belibos              | 702          | 700        | palê E 'Dinastia di E'                                          | Babilonese; discendente di Rab-bani                             |
|                                       |                     |                      |              |            |                                                                 |                                                                 |
| Ashur-nadin-shumi                     | Aššur-nādin-šumi    | Aparanados           | 699          | 694        | palê Ḫabigal 'Dinastia di [Hanigalbat]'                         | Figlio di Sennacherib                                           |
|                                       |                     |                      |              |            |                                                                 |                                                                 |
| Nergal-ushezib (Shuzubu)              | Nergal-ušezib       | Regebelos            | 693          | 693        | palê E 'Dinastia di E'                                          | Babilonese; discendente di Gahal                                |
| Mushezib-Marduk (Shuzubu)             | Mušezib-Marduk      | Mesesemordakos       | 692          | 689        | palê E 'Dinastia di E'                                          | Caldeo della casata di Bit-Dakkuru                              |
|                                       |                     |                      |              |            |                                                                 |                                                                 |
| Sennacherib (secondo regno)           | Sîn-ahhe-erība      | secondo interregno   | 688          | 681        | Re assiro, figlio di Sargon II                                  | Re assiro, figlio di Sargon II                                  |
| Esarhaddon                            | Aššur-aḫa-iddina    | Asaridinos           | 680          | 669        | Re assiro, figlio di Sennacherib                                | Re assiro, figlio di Sennacherib                                |
| Assurbanipal (primo regno)            | Aššur-bāni-apli     | ...                  | 668          | 668        | Re assiro, figlio di Esarhaddon                                 | Re assiro, figlio di Esarhaddon                                 |
| Shamash-shum-ukin                     | Šamaš-šuma-ukin     | Saosdouchinos        | 667          | 648        | Figlio di Esarhaddon, designato dal padre al trono di Babilonia | Figlio di Esarhaddon, designato dal padre al trono di Babilonia |
| Kandalanu                             | Kandalānu           | Kiniladanos          | 647          | 627        | Babilonese?                                                     | Babilonese?                                                     |
| Sin-shumu-lishir                      | Sîn-šumu-līšir      | ...                  | 626          | 626        |                                                                 |                                                                 |
| «senza re»                            |                     | ...                  | 626          | 626        |                                                                 |                                                                 |

### Dinastia caldea
Negli anni 626-623, diverse incursioni assire non erano riuscite a contenere la ribellione di Uruk, Nippur, Der e della stessa Babilonia. Nel 625, Nabopolassar, un capo caldeo della casata di Bit-Yakin, dopo aver contribuito al coagulo delle forze anti-assire nella Bassa Mesopotamia, venne riconosciuto re dai Babilonesi. Per il periodo successivo, le fonti sono gravemente lacunose e riprendono a offrire informazioni per l'anno 616, quando Nabopolassar, ottenuto il pieno controllo della Bassa Mesopotamia, decise di dirigere le proprie forze contro il cuore stesso dell'Impero assiro. L'alleanza tra Ciassare, re dei Medi, e Nabopolassar rappresentò la fine dell'Impero assiro. Ciassare distrusse le maggiori città assire: Assur nel 614 e poi Nimrud e Ninive nel 612 a.C., ma anche Carran nel 610.
La X dinastia è riportata come tale solo da liste reali di epoca ellenistica, quando le divisioni in palû non erano più considerate. Gli storiografi moderni raggruppano questi sovrani nella "dinastia caldea", in base alla loro presunta origine etnica; è in uso anche l'espressione "dinastia neo-babilonese", che distingue questa fase della storia di Babilonia dal periodo paleo-babilonese (dei tempi di Hammurabi) e dal periodo medio-babilonese (cioè la Babilonia cassita).
Le datazioni che seguono sono quelle proposte da Liverani e da Chen.
| Re               | accadico          | Inizio regno | Fine regno | Successione |
| ---------------- | ----------------- | ------------ | ---------- | --- |
| Nabopolassar     | Nabû-apla-uṣur    | 625          | 605        | |
| Nabucodonosor II | Nabû-kudurri-uṣur | 604          | 562        | Figlio di Nabopolassar |
| Amel-Marduk      | Amēl-Marduk       | 561          | 560        | Figlio di Nabucodonosor II |
|                  |                   |              |            | |
| Neriglissar      | Nergal-šar-uṣur   | 559          | 556        | Genero di Nabucodonosor II |
| Labashi-Marduk   | Lâbâši-Marduk     | 556          | 556        | Figlio di Neriglissar |
|                  |                   |              |            | |
| Nabonide         | Nabû-naʾid        | 555          | 539        | Figlio di Nabu-balassu-iqbi, non apparteneva alla famiglia reale di Nabopolassar e usurpò (stando a Berosso) il trono di Labashi-Marduk |

## Dinastie successive
Liste reali più tarde, come la Lista reale di Uruk e la Lista reale del periodo ellenistico, ma anche la prima parte del Canone tolemaico, continuano la tradizione di enumerare i sovrani di Babilonia, a dispetto del fatto che la città avesse perso l'indipendenza. I re elencati da queste liste sono i re riconosciuti come legittimi lungo la storia della città, senza che la loro origine straniera venisse rilevata come un fatto straordinario. Neppure la conquista della città da parte del persiano Ciro viene registrata da queste fonti come una cesura e il titolo di "re di Babilonia" fu assunto dai re persiani fino a Serse. Quanto ai re seleucidi, considerarono Babilonia una parte fondamentale del loro impero.
In generale, è quindi possibile considerare parte integrante della lista reale babilonese le quattro dinastie che succedettero alla X dinastia (la dinastia caldea) sul trono di Babilonia. Si tratta della dinastia achemenide (che inizia con Ciro), della dinastia argeade (che inizia con Alessandro il Macedone), della dinastia seleucide (che inizia con Seleuco I Nicator) e della dinastia arsacide (che inizia con la conquista di Babilonia da parte di Mitridate). Con la fine della dinastia arsacide (all'inizio del III secolo d.C.) può considerarsi conclusa la storia della stessa Babilonia: la scrittura cuneiforme cadde in disuso e i templi della regione vennero distrutti o abbandonati.